# تریه تری
تریه تری (استونیایی: Terje Trei؛ زادهٔ ۱ مهٔ ۱۹۶۷) سیاستمدار و نماینده سابق مجلس اهل استونی است.